# Janów (gmina Ożarów)
Janów – wieś sołecka w Polsce położona w województwie świętokrzyskim, w powiecie opatowskim, w gminie Ożarów.
W latach 1975–1998 miejscowość należała administracyjnie do województwa tarnobrzeskiego.
| SIMC    | Nazwa      | Rodzaj     |
| ------- | ---------- | ---------- |
| 0802580 | Podjanowie | część wsi  |
| 0802596 | Turzników  | przysiółek |